# Xavier Thuilot
 (octobre 2019).
Si vous disposez d'ouvrages ou d'articles de référence ou si vous connaissez des sites web de qualité traitant du thème abordé ici, merci de compléter l'article en donnant les références utiles à sa vérifiabilité et en les liant à la section « Notes et références ».
Xavier Thuilot est né à Amiens le 27 mars 1967. 

## Biographie
Né en 1967, Xavier Thuilot est diplômé de Sup de Co Amiens et possède un DESS en droit et économie du sport obtenu à Limoges en 1999. 
Xavier Thuilot s'intéresse très tôt au football, mais américain. Ancien linebacker, il participe à la fondation du premier club d'Amiens, les spartiates. (Président de 1987 à 2002). Il collabore également à la gestion de la Fédération française de football américain avec Frédéric Paquet (ancien directeur général au LOSC et à l'AS Saint-Étienne).
Le 1er janvier 2000, il intègre le LOSC comme Directeur Administratif et Financier. 
En 2002, dans la foulée de l'accession de Michel Seydoux à la présidence du club, il devient Directeur Général du club.
Le 17 juin 2009, à la suite de la mauvaise gestion du dossier du nouvel entraîneur pour la saison 2009/2010 (licenciement de Rudi Garcia l'entraîneur de la saison précédente alors que le club avait atteint une 5e place de bien bel augure en championnat, arrivée avortée de Paul Le Guen), Xavier Thuilot est remercié par le conseil d'administration du club.
Il rebondit en septembre où l'on apprend qu'il est chargé d'une mission d'observation pour l'USBCO.
En octobre 2010, il est pressenti pour devenir le directeur de cabinet de Fernand Duchaussoy président de la Fédération française de football mais le projet avorte.
En mars 2011, Xavier Thuilot a été nommé directeur général délégué du Racing Métro 92 club de rugby du Top 14. Il ne fera qu'un bref passage au club et le quittera le 15 septembre 2011.
Le 18 juillet 2013, Xavier Thuilot est présent lors de la conférence de presse des nouveaux dirigeants du RC Lens où il est nommé Directeur général adjoint. Il est remercié de ses fonctions le 24 juillet 2015.
Arrivé à Saint-Etienne en tant que directeur général des services en octobre 2019, il quitte le club en janvier 2021.